# 화정초등학교 (김해시)
화정초등학교는 대한민국 경상남도 김해시에 있는 초등학교다.

## 학교 연혁
- 2003. 09. 01 화정초등학교(花停初等學校) 개교(23학급)
- 2003. 09. 01 초대 강문길 교장 취임
- 2003. 09. 01 병설 유치원 개원(2학급)
- 2004. 02. 18 제1회 졸업식(29명)
- 2004. 09. 22 화정 전자도서관 개관
- 2004. 12. 17 초등 남자 배구단 창단
- 2005. 02. 16 제2회 졸업식 (190명)
- 2005. 03. 01 40(1)학급 편성, 특수학급 1학급 증설
- 2005. 09. 01 제2대 이치상 교장 취임
- 2005. 09. 01 30(1) 학급 편성
- 2006. 02. 14 제3회 졸업식(221명)
- 2007. 02. 14 제4회 졸업식(162명)
- 2007. 03. 01 35(1)학급 편성
- 2008. 02. 15 제5회 졸업식(194명)
- 2008. 09. 01 제3대 권선혁 교장 취임
- 2009. 02. 13 제6회 졸업식(206명)
- 2009. 03. 01 제4대 한균 교장 취임
- 2010. 02. 17 제7회 졸업식(239명)
- 2011. 02. 18 제8회 졸업식(245명)
- 2011. 03. 02 43(2)학급 편성
- 2012. 02. 16 제9회 졸업식(223명)
- 2012. 09. 01 제5대 김재실 교장 취임
- 2013. 02. 21 제10회 졸업식(267명)
- 2014. 02. 20 제11회 졸업식(227명)
- 2014. 03. 01 49(2)학급 편성
- 2014. 09. 01 제6대 임인철 교장 취임
- 2015. 02. 17 제12회 졸업장 수여식(223명, 총 2,415명)
- 2015. 03. 01 49(2)학급 편성
- 2015. 03. 01 제7대 최선호 교장 부임
- 2018. 09. 01 제8대 배숙정 교장 부임